# Ensaio cometa

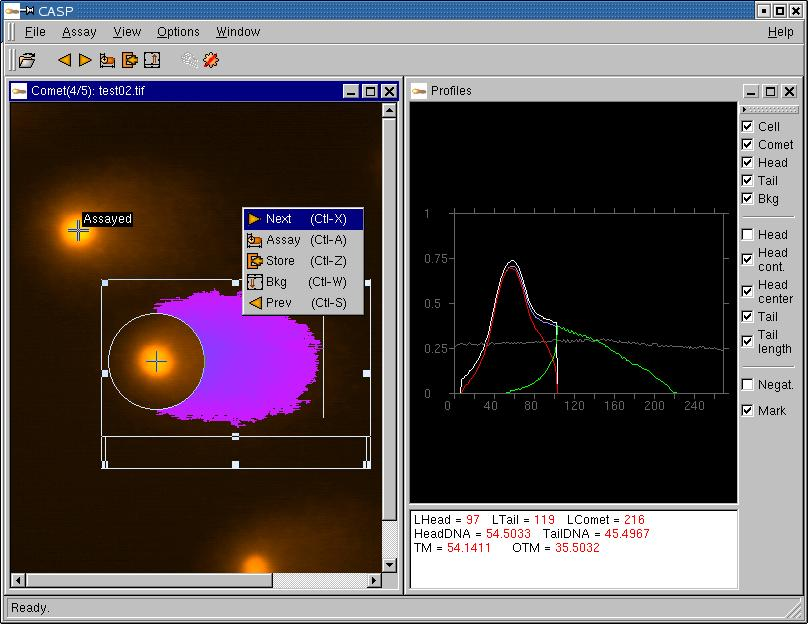
Captura de tela do aplicativo para ensaio do cometa CaspLab

O ensaio de eletroforese em gel de célula única (SCGE, também conhecido como ensaio cometa) é uma técnica simples e sensível para a detecção de danos no DNA no nível da célula eucariótica individual. Foi desenvolvido pela primeira vez por Östling & Johansson em 1984 e posteriormente modificado por Singh et al. em 1988. Desde então, aumentou em popularidade como uma técnica padrão para avaliação de danos/reparos de DNA, biomonitoramento e testes de genotoxicidade. Envolve o encapsulamento das células em uma suspensão de agarose de baixo ponto de fusão, a lise das células em condições neutras ou alcalinas (pH > 13) e a eletroforese das células lisadas suspensas. O termo "cometa" refere-se ao padrão de migração de DNA através do gel de eletroforese, que muitas vezes se assemelha a um cometa.  